# Aleksandrovo (okręg niszawski)
Aleksandrovo (cyr. Александрово) – wieś w Serbii, w okręgu niszawskim, w gminie Merošina. W 2011 roku liczyła 409 mieszkańców.